# 華人
華人（かじん）は、移住先の国籍を取得した中国系住民をさす。国籍を取得していない華僑とは異なる。